# Zelena milja (1999.)
Zelena milja (eng. The Green Mile) je američka drama iz 1999. godine koju je režirao Frank Darabont, a koja je temeljena na istoimenoj knjizi iz 1996. godine autora Stephena Kinga. U filmu su glavne uloge ostvarili Tom Hanks kao Paul Edgecomb, voditelj odjela za smrtne kazne i Michael Clarke Duncan kao John Coffey, osuđenik na smrtnu kaznu. Radnja filma odvija se nakon Velike gospodarske krize u SAD-u 1935. godine, a sadržava i natprirodne elemente.
Film je nominiran za četiri prestižne nagrade Oscar za 1999. godinu: najbolji film, sporedni glumac, zvuk i adaptirani scenarij.

## Radnja
U staračkom domu u državi Louisiana 1999. godine, Paul Edgecomb (Dabbs Greer) započinje plakati gledajući film Top Hat. Njegova starija prijateljica, Elaine, zabrine se za njega, a on joj govori da ga je film podsjetio na vrijeme dok je radio na odjelu za smrtne kazne u kaznionici Cold Mountain tijekom ljeta 1935. godine. Dio zatvora u kojem Paul (Tom Hanks) radi zove se "Zelena milja", a čuvari su ga tako prozvali zbog toga što se za osuđene zatvorenike kaže da prolaze svoju "posljednju milju" do električne stolice.
Jednoga dana, John Coffey (Michael Clarke Duncan), ogromni crnac osuđen za silovanje i ubojstvo dvije male djevojčice dolazi na odjel. Coffey pokazuje sve karakteristike "dobrog diva": drži se po strani, jedva da nešto izgovara, boji se mraka i često plače. Uskoro John otkriva svoje natprirodne moći koje uključuju izlječenje Paulove infekcije mokraćnog sustava i uskrsnuće zgaženog miša. Kasnije će izliječiti i na smrt bolesnu suprugu upravitelja zatvora Hala Mooresa (James Cromwell) koja je obolila od tumora na mozgu. Kada upitaju Johna da objasni svoje moći, on im samo govori da on "uzima bolesti natrag".
U isto vrijeme, Percy Wetmore (Doug Hutchison), sadistički i nimalo popularni čuvar započinje raditi na odjelu. On "zna ljude, važne ljude" (nećak je guvernerove supruge) i na taj način sprečava Paula i sve ostale da utječu na njegovo ponašanje. Percy otkriva da ga ostali kolege ne vole i to koristi kako bi postao glavni nadglednik sljedećeg pogubljenja. Nakon toga, obećava, poslat će zahtjev za premještaj na neko administrativno mjesto u mentalnu bolnicu Briar Ridge i Paul za njega više nikad neće čuti. Dogovor je postignut, ali Percy namjerno sabotira čin pogubljenja. Umjesto da namoči spužvu vodom, kako bi prolazak struje do električne stolice bio što brži i efektniji, on je ostavi suhom što izaziva bolnu i polaganu smrt osuđenika Eduarda "Dela" Delacroixa (Michael Jeter) na zgražanje svih prisutnih.
Nedugo prije Delovog pogubljenja, nasilni zatvorenik imena William "Wild Bill" Wharton (Sam Rockwell) dolazi na odjel kako bi ga pogubili zbog niza ubojstava koje je počinio tijekom pljačke. U jednom trenutku on uhvati Johnovu ruku i John fizički osjeti da je Wharton pravi ubojica dviju djevojčica za čije je ubojstvo John osuđen na smrt. John "uzme natrag" bolest Halove žene i "premjesti" je u Percyja koji nakon toga ubija Whartona i padne u katatonično stanje. Percyja nakon toga smještaju u mentalnu bolnicu Briar Ridge. Slijedom ovih događaja, Paul ispituje Johna koji kaže da je "kaznio te zle ljude" i ponudi Paulu da vidi ono što je i on vidio kad je dodirnuo Whartona. John uzima Paulovu ruku i govori mu da mu mora dati "djelić sebe" kako bi osjetio vizije onoga čega je vidio, onoga čega se zbilja dogodilo dvjema djevojčicama.
Paul upita Johna što želi da učini za njega - želi li da samo otvori vrata i pusti ga da ode. John mu kaže da je spreman umrijeti zbog toga što je previše boli prisutno na svijetu koje je on itekako svjestan i na koju je previše osjećajan, te nadodaje da je "umoran od sve te boli" i da je spreman za počinak. Za svoju posljednju želju u noći prije egzekucije, John gleda film Top Hat. Nakon što ga smjeste na električnu stolicu, on zatraži od Paula da mu ne stavlja kapuljaču preko glave, jer se boji mraka. Paul na to pristaje, njih dvojica se rukuju i John biva pogubljen.
U tom trenutku Paul završava priču i dodaje da je nakon tog pogubljenja tražio premještaj na odjel maloljetnika gdje je proveo ostatak svoje karijere. Elaine nije jasno kako je imao odraslog sina u to vrijeme, a Paul joj objašnjava da je u vrijeme Johnovog pogubljenja imao 44 godine, a da sada ima 108 i da je još uvijek odličnog zdravlja. To je očigledna posljedica toga što mu je John dao "djelić sebe". Mr. Jingles, Delov miš kojeg je John uskrsnuo, također je još uvijek živ - ali Paul vjeruje da je njegovo nadživljavanje svih njegovih rođaka i prijatelja zapravo Božja kazna, jer je dopustio pogubljenje Johna. Paul objašnjava da ga more duboke misli o tome da "svatko duguje smrti; nema iznimaka; ali, Bože, ponekad se Zelena milja čini tako dugačkom." Paul ostaje živjeti pitajući se ako je Mr. Jingles mogao preživjeti toliko dugo kao miš svo ovo vrijeme, koliko još njega čeka do konačne smrti?

## Glumačka postava
- Tom Hanks kao Paul Edgecomb
- Michael Clarke Duncan kao John Coffey
- Bonnie Hunt kao Jan Edgecomb
- David Morse kao Brutus "Brutal" Howell
- Doug Hutchison kao Percy Wetmore
- Sam Rockwell kao "Wild Bill" Wharton
- Michael Jeter kao Eduard "Del" Delacroix
- James Cromwell kao upravitelj Hal Moores
- Patricia Clarkson kao Melinda Moores
- Barry Pepper kao Dean Stanton
- Jeffrey DeMunn kao Harry Terwilliger
- Harry Dean Stanton kao Toot-Toot
- Dabbs Greer kao Old Paul Edgecomb
- Gary Sinise kao Burt Hammersmith
- Graham Greene kao Arlen Bitterbuck
- William Sadler kao Klaus Detterick
- Bill McKinney kao Jack Van Hay

## Produkcija
Redatelj Frank Darabont adaptirao je knjigu Zelena milja u scenarij za manje od osam tjedana.
Film je snimljen u studijima Warner Hollywood, West Hollywood (država Kalifornija) te na lokacijama u Nashvilleu, Tennesseeju i Blowing Rocku (Sjeverna Karolina).

### Dodjela uloga
Glumac Tom Hanks i redatelj Darabont upoznali su se na dodjeli prestižne filmske nagrade Oscar 1994. godine. Stephen King je izjavio da je zamislio Hanksa u ulozi i bio je izrazito sretan kad je Darabont spomenuo upravo njegovo ime.
Morse nije čuo za scenarij sve dok mu nije ponuđena uloga. Rekao je da se rasplakao čitajući priču.
Darabont je od početka želio Jamesa Cromwella u filmu, a nakon što je ovaj pročitao scenarij koji ga je dirnuo od srca odmah je pristao na ulogu.

## Glazba iz filma
Službeni soundtrack filma pušten je u prodaju 19. prosinca 1999. godine u distribuciji Warner Bros. Na njemu se nalazi 35 skladbi, većinom instrumentalnih koje je komponirao Thomas Newman. Soundtrack također sadrži i četiri pjesme: "Cheek to Cheek" u izvedbi Freda Astairea, "I Can't Give You Anything but Love, Baby" u izvedbi Billieja Holidaya, "Did You Ever See a Dream Walking?" u izvedbi Genea Austina i "Charmaine" u izvedbi Guya Lombarda.

## Kritike
Na popularnoj Internet stranici Rotten Tomatoes film ima 80% pozitivnih kritika. Roger Ebert dao je filmu tri i pol zvjezdice (od četiri) te napisao: "Film traje preko tri sata. Upravo savršeno trajanje koje nam omogućuje da osjetimo prolazak zatvorskih mjeseci i godina."
Komentator Forbesa, Dawn Mendez nazvao je lik Johna Coffeyja "magičnom crnom figurom" - termin kojeg je prvi koristio redatelj Spike Lee kako bi opisao stereotipne crnce, likove u izmišljenim djelima kao "svete, neprijeteće" osobe čija je životna svrha riješiti problem ili produžiti sreću bijelcima.

### Nagrade i nominacije

#### Oscar
Film Zelena milja nominiran je u četiri kategorije za nagradu Oscar:
- Najbolji film (David Valdes i Frank Darabont)
- Najbolji sporedni glumac (Michael Clarke Duncan)
- Najbolji zvuk (Robert J. Litt, Elliot Tyson, Michael Herbick i Willie D. Burton)
- Najbolji scenarij (Frank Darabont)

#### Zlatni globus
Film Zelena milja nominiran je u jednoj kategoriji za nagradu Zlatni globus:
- Najbolji sporedni glumac (Michael Clarke Duncan)

## Vanjske poveznice
- Zelena milja u internetskoj bazi filmova IMDb-a
- Zelena milja na Rotten Tomatoes